# 봉두완
봉두완(奉斗玩, 1935년 12월 8일~)은 대한민국의 언론인, 정치인이다. 본관은 하음이고 호(號)는 다위(多爲)이다. 제11대, 12대 국회의원을 지냈다.

## 이력
1935년 12월 8일 황해도 수안에서 태어났다. 1940년에 일가족과 함께 전라북도 부안에 이주하여 성장했다. 1954년 서울 경복고등학교를 졸업하고, 1960년 연세대학교에서 영문학 학사를 취득하였다. 1966년 아메리칸대학교 대학원에서 신문학 석사를 취특하였다. 그 후 1959년 동화통신 기자에서부터 시작하여, 1961년 2월, 한국일보 기자로 이적하였고 1968년 4월, DBS 동아방송 아나운서 이적하였으며 1969년 5월, TBC 동양방송 아나운서로 이적하였고 이후 1971년 12월 서울중앙방송(현재 KBS 한국방송공사) 아나운서로 이적하였으며 그 이후 1978년 1월, KBS 한국방송공사 퇴사 후 1978년 1월에서부터 1978년 8월까지 중앙일보 객원 논설위원 직을 지냈고 그 후 1978년에 프리 랜서 아나운서 신분으로 동양라디오 《안녕하십니까 봉두완입니다》에서 진행자 겸 논평위원으로서 군사 쿠데타가 일어나 언론통폐합이 되는 1980년 11월까지 활동하였다.
1981년 4월 2일 앵커 출신으로 전두환, 노태우 두 혁명의 중심 인물이자, 전직 대통령을 중심으로 창당된 민주정의당 당무위원 겸 대변인으로 선임되었으며, 1983년 3월 31일 국회 외무위원장을 맡아서 1987년 5월까지 수행하였다. 그 후 2001년 9월에서부터 2001년 12월까지 석 달 간 원음방송 명예회장 직을 잠시 지냈고 2002년 1월, 보수단체인 바른사회를위한시민회의 CEO 공동대표를 역임하였고 같은 해(2002년) 2월 광운대학교 신문방송학과 석좌교수 직에 임명되었으며, 현재도 천주교한민족돕기 회장을 맡고 있다.
1977년 한국방송 해설부문 대상, 2000년 대한적십자 대훈장을 수상했다.

## 출연 작품

### 방송 진행
- 동양방송(TBC)
  - TBC 뉴스전망대
  - 2시 취재현장
  - 뉴스논평
  - TBC 석간 (1972년~1980년)
  - 봉두완입니다
  - 동서남북
- 한국방송공사(KBS)
  - 안녕하십니까 봉두완입니다 (1994년~1998년)
  - 김대중 대통령 당선자 국민과의 대화 (1998년)
- 문화방송(MBC)
  - 여성시대 봉두완 이효춘입니다 (1989년~1990년)
  - 전국 패트롤 봉두완입니다 (1990년~1991년)
- SBS
  - 봉두완의 SBS 전망대 (1999년~2001년)
- 경인방송(iTV)
  - 봉두완의 진단 2002 (2002년)
- 아리랑TV
  - In Focus
- 한방건강TV
  - 봉두완의 의료계 진단
- 원음방송
  - 안녕하십니까 봉두완입니다

### 광고
- 1998년 보령제약 겔포스 CF (목소리 출연)

## 저서
- 《워싱턴 정가: 대권을 향한 질주 (한국어 번역판)》 (케네스 P. 오도넬·데이비드 F. 파우어 원작, 한서출판사, 1976년)
- 《안녕하십니까? 봉두완입니다: 현장을 누비는 특파원 리포트》 (물결, 1977년)
- 《뉴스 전망대: 봉두완이 살펴보는 오늘의 세상》 (우신사, 1980년)
- 《정치전망대: 봉두완이 바라보는 오늘의 세계》 (우신사, 1984년)
- 《봉두완의 목소리: 문민시대는 과연 올 것인가》 (아카데미, 1988년)
- 《봉두완 칼럼: 안녕하십니까 MBC 전국 패트롤 봉두완입니다》 (성현출판사, 1991년)
- 《뉴스 전망대: 봉두완이 살펴보는 오늘의 세상 2》 (우신사, 1995년)
- 《봉두완의 세상읽기: 여자가 좋다 사람이 좋다》 (삶과 꿈, 2000년)
- 《앵커맨: 대한민국 앵커맨 1호 봉두완의 못다한 이야기》 (랜덤하우스중앙, 2004년)
- 《착한 이웃 따뜻한 세상》 (강은교 외 43명 공저, 착한이웃, 2007년)
- 《너 어디 있느냐: 대한민국 앵커맨 봉두완의 신앙고백》 (중앙북스, 2010년)
- 《신문인 방우영: 대한민국 명사(名士) 90인 '방우영을 말한다': 미수(米壽) 문집》 (김종필 외 90명 공저, 21세기북스, 2016년)
- 《한국인의 자존심을 지켜준 이 나라에 이런 사람들이》(김동길 외 8명 공저, 기파랑, 2017년)
- 《취재현장의 목격자들Ⅱ+: 명기자, 명데스크 못다한 뒷이야기 28》 (대한언론인회 편찬, 청미디어, 2018년)

## 수상
- 1978년 제5회 한국방송대상 해설 부문
- 2001년 연세를 빛낸 자랑스런 동문상
- 2003년 자랑스런 연세인상
- 2006년 연문인상 (최인호, 신극범과 공동 수상)

## 역대 선거 결과
|  | 46.83% |

|  | 27.55% |

|  | 22.95% |